# Ruperto Valderrama
Ruperto Valderrama Miranda (San Fernando, 17 de abril de 1930-5 de junio de 2021) fue un jinete de rodeo chileno.

## Biografía
Muchos entendidos del rodeo chileno lo catalogaron como uno de los mejores jinetes de la historia, y en los años 1960 era conocido como «El Pelé de las medialunas». Fue ciudadano ilustre de San Fernando.
En San Bernardo en 1940, y junto con Ramón Álvarez, ganó su primer champion; ese triunfo lo marcó para toda su vida porque nunca más se bajó de los caballos. Fue ganador en cinco ocasiones del Campeonato Nacional de Rodeo junto con Ramón Cardemil, quien fue su collera durante veintiún años, y ganó cuatro cóndores de bronce como mejor deportista.
Asimismo, es considerado el mejor arreglador de la historia, gracias a sus cinco títulos nacionales en caballos arreglados solo por él. Exhibía como logro único en el rodeo chileno el haber sido el arreglador de todos los caballos campeones, hecho inédito y no igualado en el deporte nacional. Su caballo «Manicero», junto a «Reservado» y «Talento», son los únicos caballos que ostentan un tricampeonato nacional.
Falleció el 5 de junio de 2021 a los 92 años de edad.

## Campeonatos nacionales
| Año  | Collera        | Caballos                | Puntaje | Asociación |
| ---- | -------------- | ----------------------- | ------- | ---------- |
| 1962 | Ramón Cardemil | "Manicero" y "Matucho"  | 19      | Curicó     |
| 1963 | Ramón Cardemil | "Envidia" y "Venganza"  | 18      | Curicó     |
| 1965 | Ramón Cardemil | "Manicero" y "Matucho"  | 22      | Curicó     |
| 1967 | Ramón Cardemil | "Percala" y "Pelotera"  | 24      | Curicó     |
| 1968 | Ramón Cardemil | "Manicero" y "Trampero" | 29      | Curicó     |

### Terceros campeonatos
- 1955: junto con Ramón Cardemil, montando a "Sambo" y "Posturita" con 19 puntos.